# Wojciech Fortuna
Wojciech Fortuna (* 6. August 1952 in Zakopane) ist ein ehemaliger polnischer Skispringer und Olympiasieger.

## Karriere
Fortuna begann seine internationale Karriere bei der Vierschanzentournee 1971/72. Dabei erreichte er mit dem 18. Platz in Bischofshofen seine beste Platzierung. Am Ende belegte er den 23. Platz in der Gesamtwertung. Kurz darauf siegte er bei den Olympischen Winterspielen 1972 in Sapporo überraschend mit Sprüngen auf 111,0 und 87,5 Meter auf der Großschanze. Von der Normalschanze erreichte er den sechsten Platz. Da die Wettkämpfe in Sapporo gleichzeitig auch als Nordische Skiweltmeisterschaften ausgetragen wurden, bedeutete sein olympisches Gold gleichzeitig auch den Weltmeistertitel. Der sonst eher durchschnittliche Springer konnte anschließend nicht mehr an diesen Erfolg anknüpfen. Fortuna gewann die erste und bis zu den Olympischen Winterspielen 2010 auch die einzige Goldmedaille für Polen bei Olympischen Winterspielen. Bei der Vierschanzentournee 1972/73 konnte er mit dem 10. Platz in Partenkirchen sein bestes Einzelresultat bei einer Tournee erreichen. Am Ende belegte er den 18. Platz in der Gesamtwertung. Diese Leistung konnte er nicht noch einmal wiederholen, so dass er nach der Vierschanzentournee 1974/75 seine aktive Skisprungkarriere beendete.
Er galt bis zum Jahre 2000, als Adam Małysz ebenso unerwartet mit einem Sieg bei der Vierschanzentournee seine Erfolgslaufbahn einleitete, als der beste polnische Skispringer.
2015 verkaufte er seine olympische Goldmedaille für 50.000 Dollar und spendete das Geld den schwer verletzten Sportlern Nicholas Fairall und Natalia Czerwonka.